# NHK文化シリーズ
NHK文化シリーズ（NHKぶんかシリーズ）は、NHKで1976年4月5日から1982年4月4日まで放送された番組である。

## 概要
大学レベルの高度な教育番組『市民大学講座』の後継番組として、一般成人が取り組みやすい文化系教養番組枠にリニューアルした番組である。
1982年度より、NHK教育テレビは『NHK教養セミナー』、NHKラジオ第2は『NHKラジオセミナー』に引き継がれる。

## NHK教育テレビ
- 放送期間：1976年4月5日 - 1982年3月13日
- 放送時間
  - 1976年度 - 1977年度：月 - 土曜日 19:30 - 20:15
  - 1978年度 - 1981年度：月 - 金曜日 20:00 - 20:45、土曜日 20:15 - 21:00

| 講座一覧 | 講座一覧         | 講座一覧         | 講座一覧   | 講座一覧         | 講座一覧         | 講座一覧   |
| 年度     | 月               | 火               | 水         | 木               | 金               | 土         |
| -------- | ---------------- | ---------------- | ---------- | ---------------- | ---------------- | ---------- |
| 1976     | 生活の中の日本史 | 現代社会のしくみ | 現代の科学 | 歴史と文明       | 文学への招待     | 美をさぐる |
| 1977     | 生活の中の日本史 | 現代社会のしくみ | 現代の科学 | 歴史と文明       | 文学への招待     | 美をさぐる |
| 1978     | 文学への招待     | 歴史と文明       | 現代の科学 | 現代社会のしくみ | 生活の中の日本史 | 美をさぐる |
| 1979     | 文学への招待     | 歴史と文明       | 現代の科学 | 現代社会のしくみ | 生活の中の日本史 | 美をさぐる |
| 1980     | 文学への招待     | 歴史と文明       | 現代の科学 | 現代社会のしくみ | 生活の中の日本史 | 美をさぐる |
| 1981     | 文学への招待     | 歴史と文明       | 現代の科学 | 現代社会のしくみ | 生活の中の日本史 | 美をさぐる |

## NHKラジオ第2
- 放送期間：1976年4月11日 - 1982年4月4日
- 放送時間
  - 第1枠：日曜日 06:00 - 07:00／日曜日 14:00 - 15:00
  - 第2枠：日曜日 10:00 - 11:00／日曜日 15:00 - 16:00
  - 第3枠：日曜日 11:00 - 12:00／日曜日 16:20 - 17:20

| 講座一覧 | 講座一覧 | 講座一覧 | 講座一覧                 |
| 年度     | 第1枠    | 第2枠    | 第3枠                    |
| -------- | -------- | -------- | ------------------------ |
| 1976     | 人と思想 | 古典朗読 | 世界の再発見             |
| 1977     | 人と思想 | 古典朗読 | 世界の再発見             |
| 1978     | 人と思想 | 古典朗読 | 世界のノンフィクション   |
| 1979     | 人と思想 | 古典朗読 | 世界のノンフィクション   |
| 1980     | 人と思想 | 古典朗読 | 世界のノンフィクション   |
| 1981     | 人と思想 | 古典朗読 | ノンフィクションへの招待 |